# Antiguanská a barbudská kuchyně

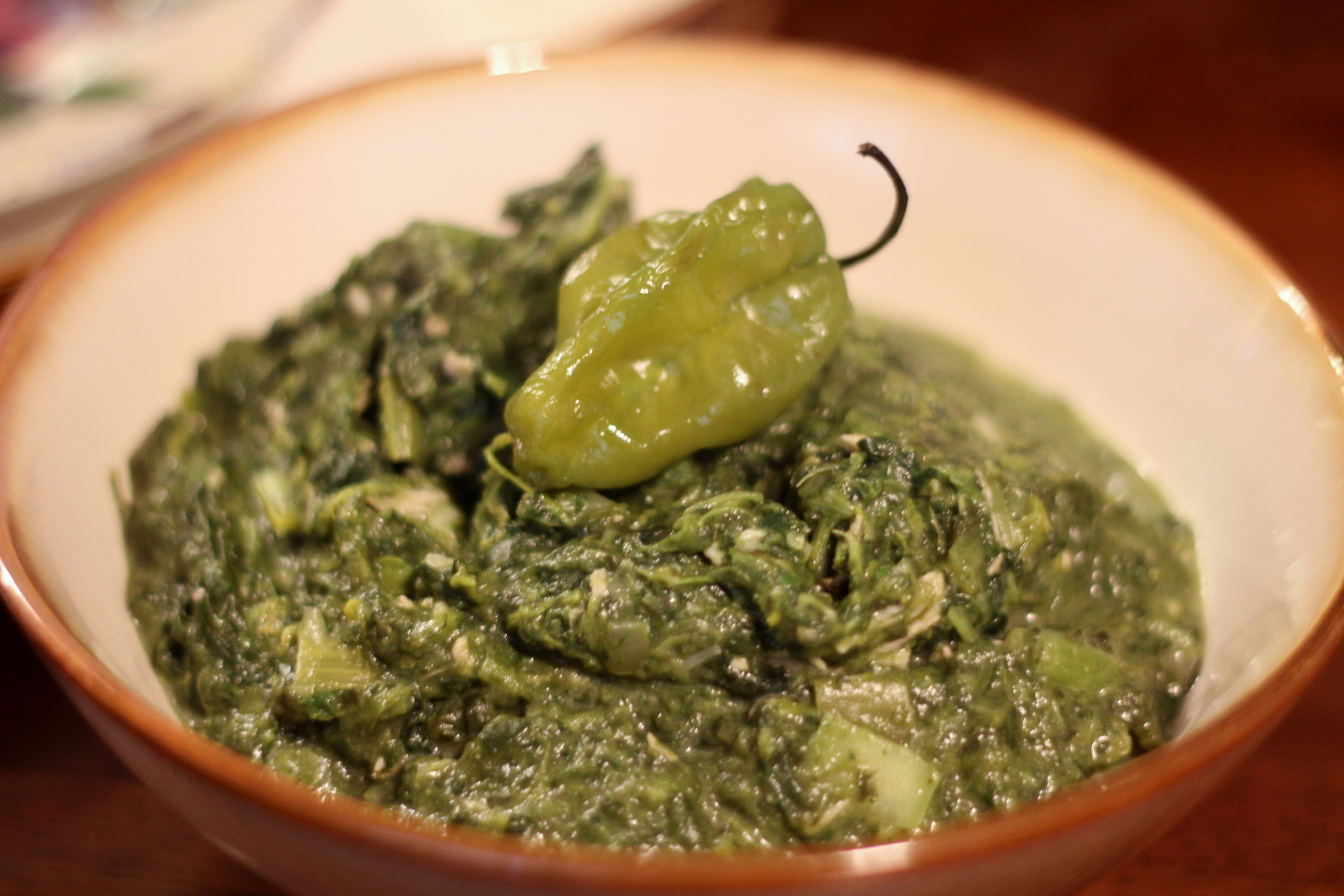
Callaloo

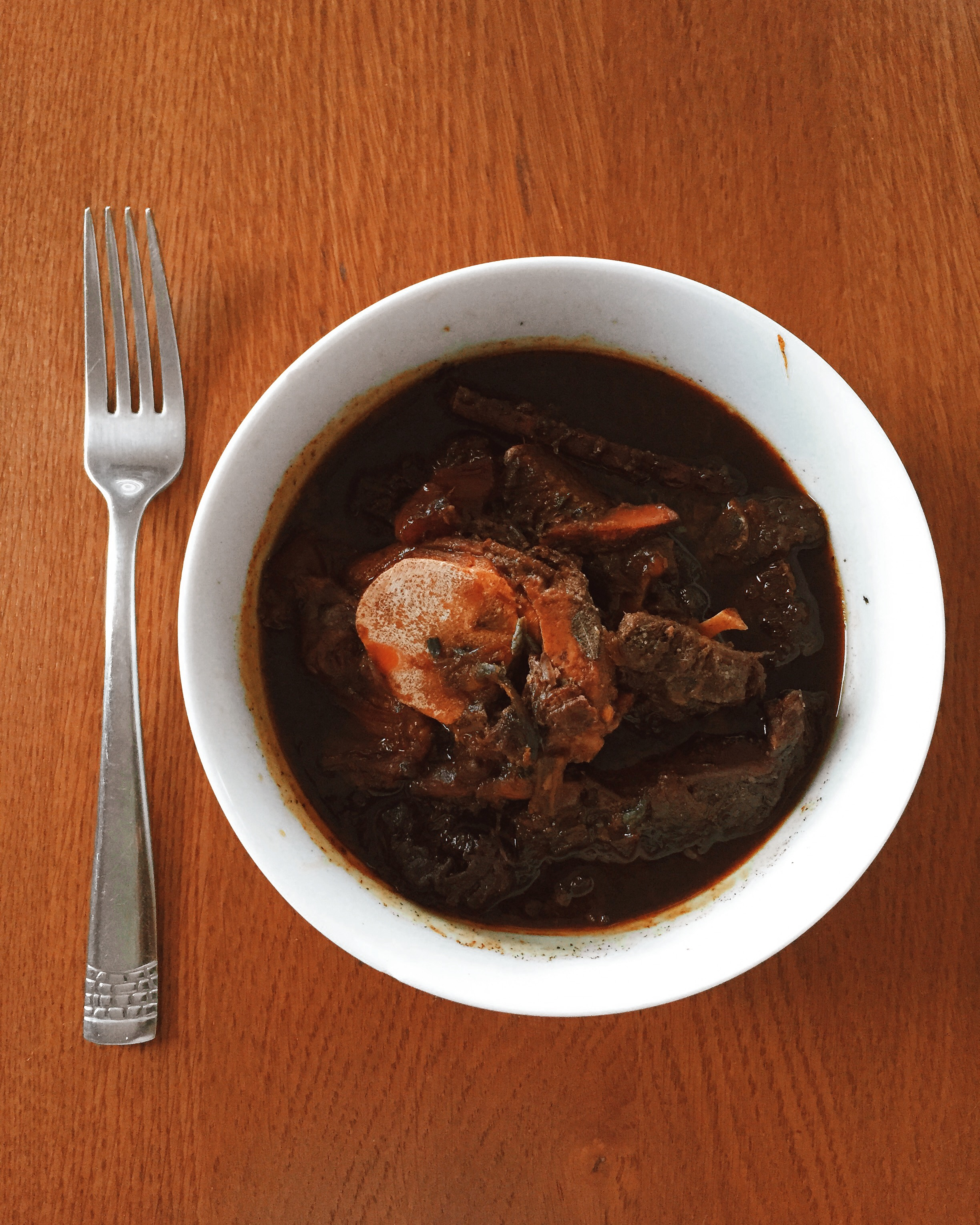
Pepperpot

Kuchyně Antiguy a Barbudy (anglicky: Antigua and Barbuda cuisine) je podobná ostatním karibským kuchyním. Mezi typické suroviny patří zelenina, brambory, rýže, tropické ovoce, maso, ryby a mořské plody.

## Příklady pokrmů a nápojů z Antiguy a Barbudy
Příklady pokrmů a nápojů z Antiguy a Barbudy:
- Fungie, směs kukuřičné mouky a okry, podobná polentě
- Callaloo, pokrm, jehož základem jsou dušené listy taro (kolokázie jedlá)
- Pepperpot, dušené maso se zeleninou
- Roti, taštička plněná kari
- Ducana, směs z batátů (sladkých brambor) a kokosu podávaná v banánovém listě
- Tamarind balls, sladkost z tamarindu
- Johnnycake, chléb z kukuřičné mouky
- Rum
- Ovocné šťávy
- Pivo
- Ting, grepová limonáda